# Urrô (Arouca)
Pour les articles homonymes, voir Urrô.
Urrô est une paroisse civile portugaise (en portugais : freguesia) de la municipalité d'Arouca dans le district d'Aveiro.

## Géographie
Urrô s'étend de la vallée d'Arouca jusqu'au village de Merujal dans la Serra da Freita. Son nom provient de orriolo ou arriola qui signifie « petite vallée ».

## Démographie
Lors du recensement de 2021, Urrô compte 900 habitants.

## Patrimoine
L'église São Miguel d'Urrô, dotée d'un clocher-tour roman, est classée immeuble d'intérêt public depuis 1951.